# Zwölf

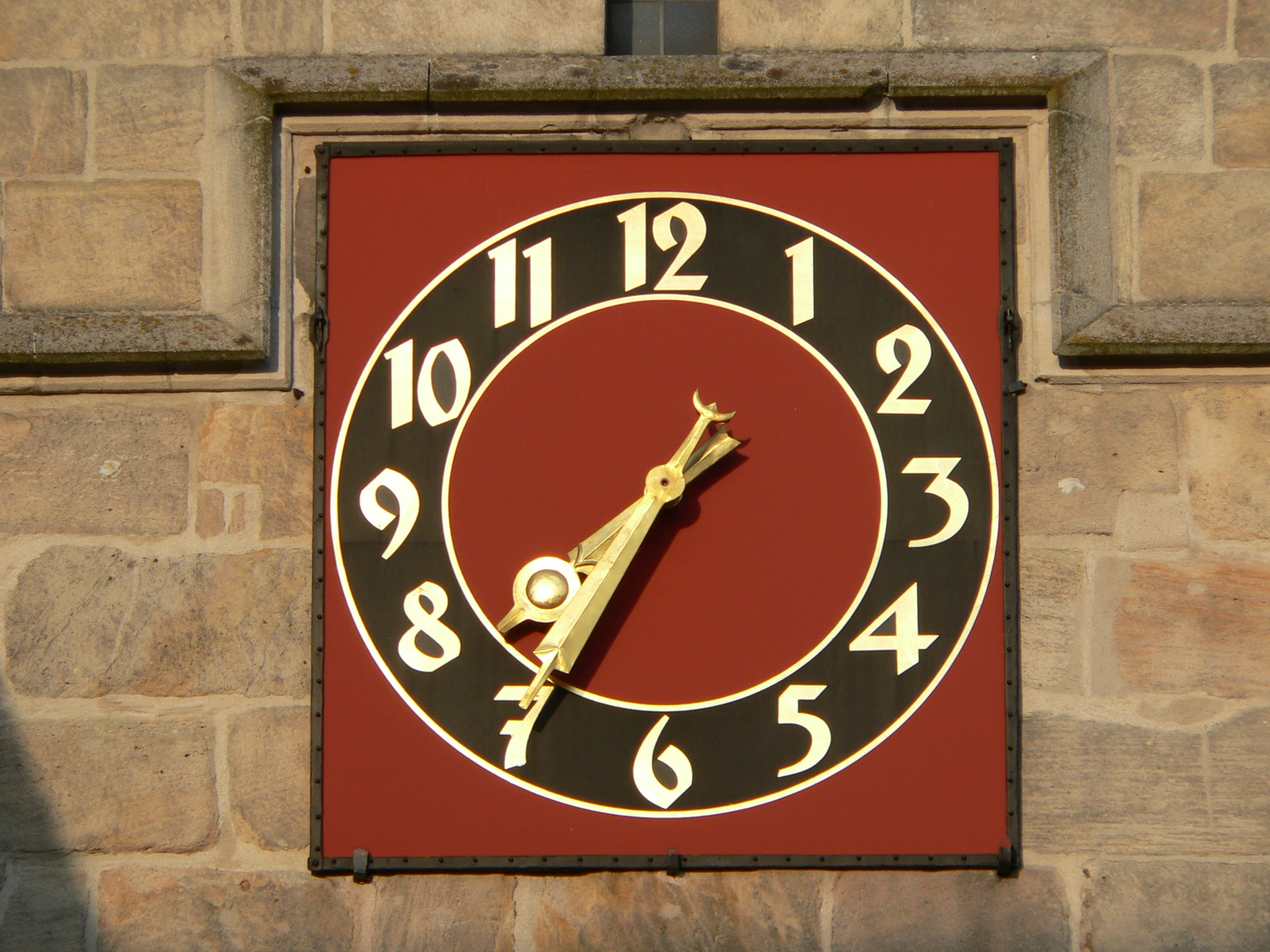
Die zwölf Stunden des Tages auf einer Uhr

Die Zwölf (12) ist die natürliche Zahl zwischen Elf und Dreizehn. Sie ist gerade.

## Sprachliches
Ähnlich wie das Wort elf ist das Zahlwort für zwölf im Deutschen entstanden. Die althochdeutsche Bildung zwelif mit der Bedeutung „zwei bleibt (übrig)“, also „zwei über zehn“. Die germanische Wurzel *lif (vgl. englisch to leave – (übrig) lassen) ist mit dem heutigen Wort bleiben verwandt, das sich aus althochdeutsch bilîban entwickelt hat. Zwölf ist demnach die Zahl, bei der nach dem Zählen bis zehn mit den Fingern zwei übrigbleiben.
Zwölf war nach alter Deutscher Rechtschreibung die letzte Zahl, die ausgeschrieben wurde. In flektierter Form (zwölfe, Zwölfer) wird das f [f] im norddeutschen Sprachraum zum stimmhaften Frikativ [v].
Das Wort Dutzend für die Zwölfzahl stammt von dem mittelhochdeutsch tozen ab, das aus der mittellateinischen Form dozena für das lateinische Wort duodecim (zwölf) entlehnt wurde. Dieses lateinische Wort kommt in vielen Fremdwörtern vor, wie Duodezime oder Duodez.
Das griechische Zahlwort δώδεκα (zwölf) findet sich ebenfalls in zahlreichen Fremdwörtern, so zum Beispiel in Dodekaphonie, Dodekasilan oder Dodecan.

## Mathematik

Dodekaeder (griech. Zwölfflächer)

Die Zahl Zwölf ist eine Zahl mit vielen Teilern: 1, 2, 3, 4, 6 und 12. Keine Zahl kleiner als Zwölf hat so viele Teiler. Erst die Achtzehn hat ebenso viele Teiler (1, 2, 3, 6, 9, 18) und erst die 24 hat mehr Teiler (1, 2, 3, 4, 6, 8, 12, 24). Die Zwölf wird vermutlich deshalb gerne als Basis für Zahlen- und Maßsysteme verwendet.
Die Zwölf ist eine erhabene Zahl, weil sowohl 6, die Anzahl der Teiler, als auch 28, die Summe ihrer Teiler, vollkommene Zahlen sind. Gleichzeitig ist Zwölf auch eine abundante Zahl, was bedeutet, dass die Summe ihrer echten Teiler größer als sie selbst ist, sie ist die kleinste abundante Zahl. Außerdem kann man 12 (gleich große) Kugeln um eine weitere Kugel gleicher Größe legen, sodass alle diese berühren, aber keine Überschneidungen auftreten; 12 ist damit die dreidimensionale Kusszahl. Zudem ist Zwölf eine Størmer-Zahl.
Ein zwölfseitiges Polygon ist ein Dodekagon. Das Pentagondodekaeder hat zwölf Flächen aus gleichseitigen Fünfecken und das dazu duale Ikosaeder besitzt dementsprechend zwölf Ecken. Beide zählen zu den Platonischen Körpern. Weitere Zwölfflächner sind das Rhombendodekaeder, das Trigondodekaeder und das Triakistetraeder. Das Hexaeder (Würfel) und das dazu duale Oktaeder, die beide ebenfalls zu den platonischen Körpern zählen, besitzen jeweils 12 Kanten.

## Naturwissenschaften

### Astronomie
- Der Zodiak beschreibt die zwölf Tierkreiszeichen auf der Ekliptik
- Das siderische Jahr des Planeten Jupiter dauert zirka zwölf Jahre.

### Geographie

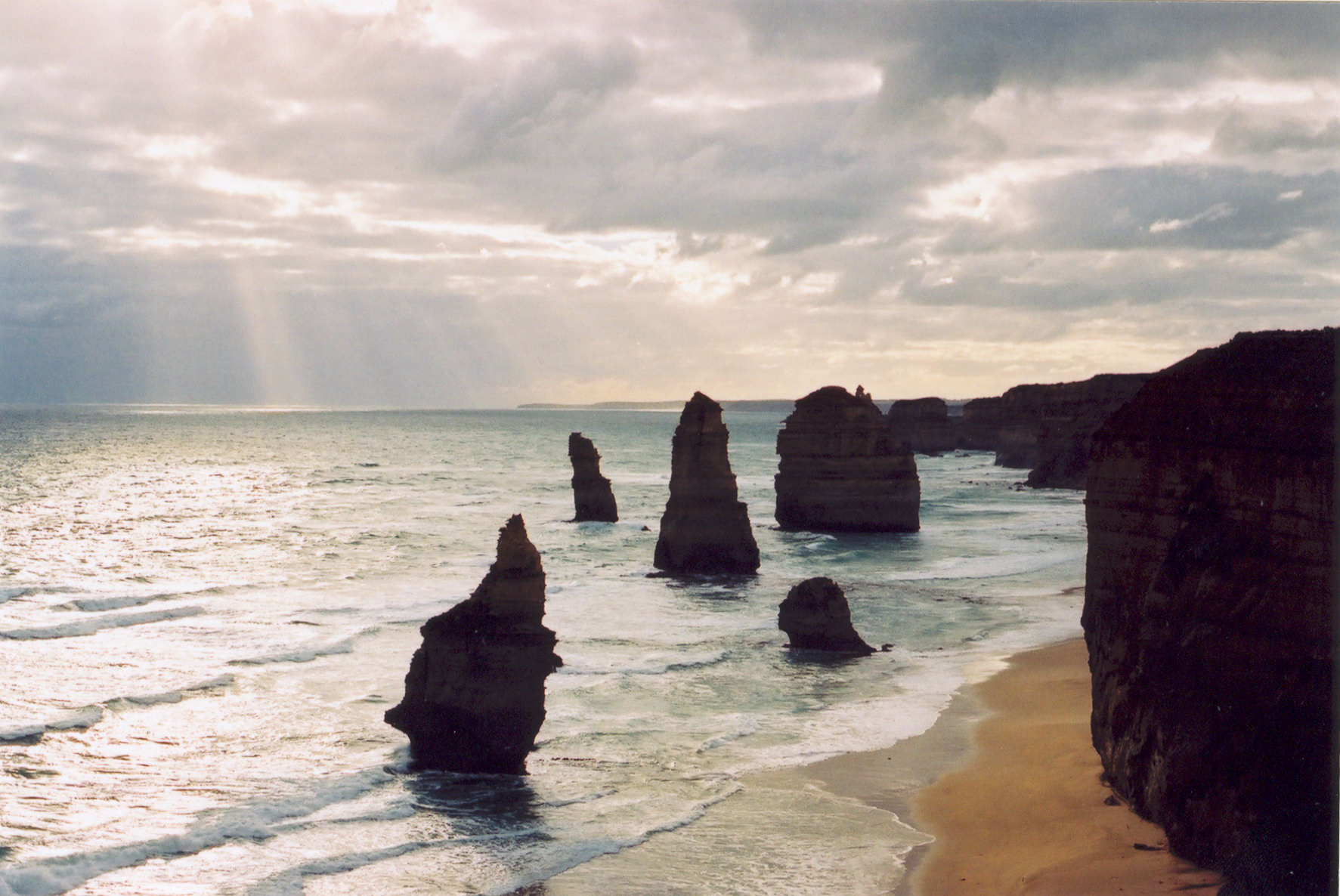
Twelve Apostles im Abendlicht

- Zwölf Apostel ist der Name einer Felsformation im Altmühltal in Bayern.
  - Eine weitere Gruppe von Felsen mit dem Namen Twelve Apostles befindet sich im Meer im Port Campbell National Park vor der Küste des australischen Bundesstaats Victoria.
  - sowie ein Steinkreis Twelve Apostles in West Yorkshire in Nordengland.
- Die Inselgruppe der Südlichen Sporaden heißt traditionell Dodekanes (v. griech. Δωδεκάνησα „zwölf Inseln“).

### Medizin
- Der Zwölffingerdarm eines Menschen ist etwa so lang wie die zwölffache Breite seiner Finger.

## Geschichte und Gesellschaft

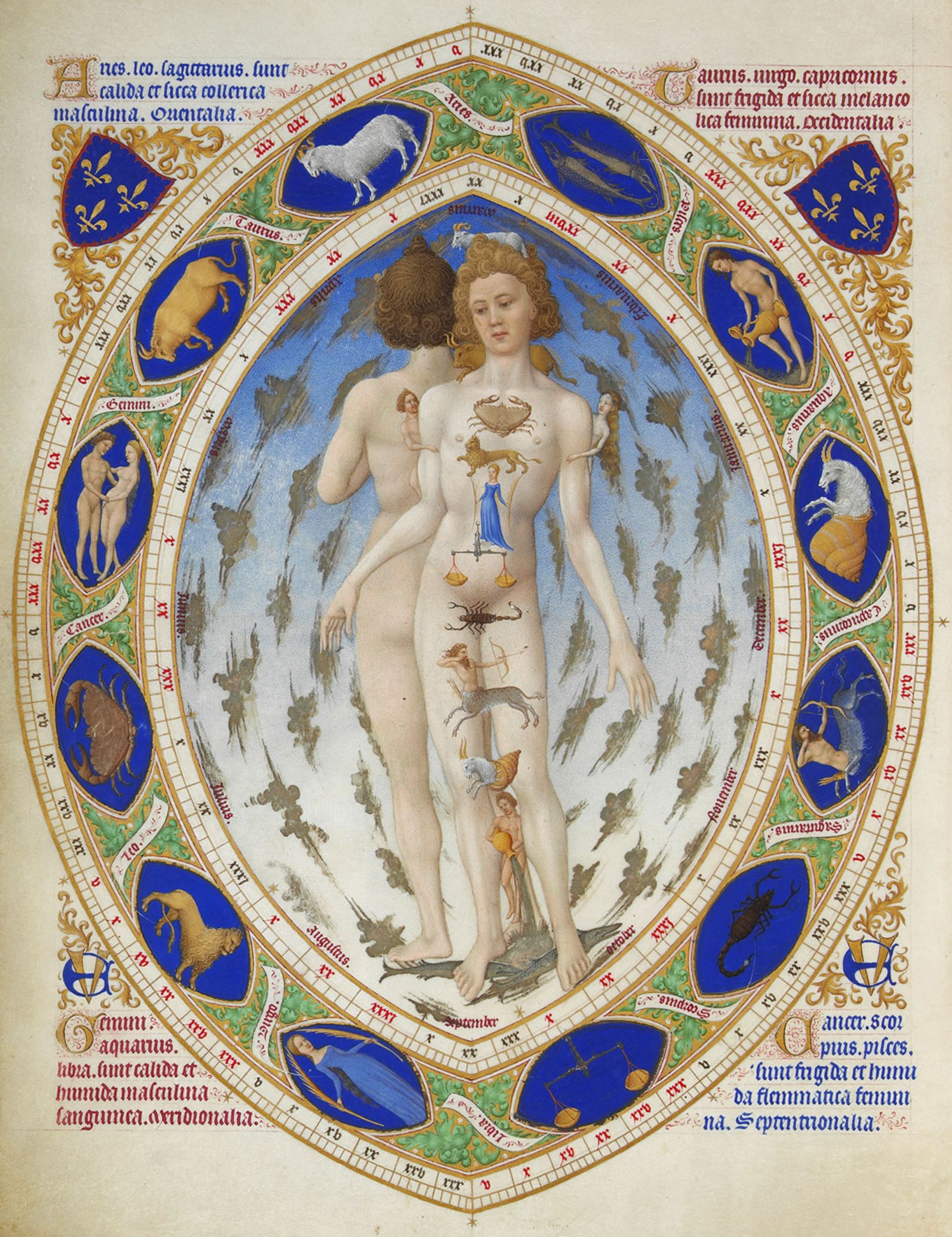
Tierkreiszeichenmann

- Die Zwölf spielt in der Gesellschaft der frühen Hochkulturen Mesopotamiens bis heute eine herausragende Rolle. Bis heute ist der Tag in zweimal zwölf Stunden eingeteilt. Ebenfalls in Mesopotamien liegt der Ursprung der zwölf Tierkreiszeichen. Auch der Chinesische Kalender orientiert sich an der Zahl Zwölf, er kennt ebenfalls zwölf Tierzeichen und die zwölf Erdzweige.
- Für Israel war früher die zwölf auch eine wichtige Zahl, wegen der zwölf Stämme Israels.
- In Etrurien entstand ein Zwölfstädtebund, auch der ionische Bund bestand zunächst aus zwölf Stadtstaaten
- Das Duodezimalsystem auf der Basis der Zahl Zwölf scheint in Europa sehr alt zu sein. Es ist Basis eines alten Zählmaßes: 12 Stück heißen ein Dutzend, 12 Dutzend ein Gros, zwölf Gros schließlich werden als Maß bezeichnet. Für fünf Dutzend gibt es die Bezeichnung Schock.
- Die Einteilung zahlreicher historischer Maße und Gewichte, heute noch im angloamerikanischen Maßsystem verwendet, sowie die Einteilung der Zeitmessung basieren – vermutlich in Mesopotamien entstanden – auf der Zwölf.
- Ein unverzichtbares Werkzeug früherer Baumeister war die Zwölfknotenschnur – ein Seil, das in 12 Teile unterteilt war. Bildet man damit ein Dreieck mit den Seitenlängen 3, 4 und 5, ergibt das einen rechten Winkel zwischen den beiden kürzeren Seiten (siehe dazu den Satz des Pythagoras).
- Die Zwölf Artikel gehören zu den Forderungen, die die Bauern im deutschen Bauernkrieg 1525 in Memmingen gegenüber dem Schwäbischen Bund erhoben hatten.
- Im Vereinigten Königreich und den USA entscheidet bei Strafprozessen eine Jury von 12 Geschworenen über Schuld oder Unschuld des Angeklagten. Berühmt wurde der deutsche Titel Die zwölf Geschworenen für Sidney Lumets Film 12 Angry Men von 1957.
- Das 12er-Gremium entscheidet bei der Bundesprüfstelle für jugendgefährdende Medien über die Indizierung von Medien mit jugendgefährdendem Inhalt.

Europaflagge mit 12 Sternen

- Die Flagge der Europäischen Union zeigt als Symbol der Vollkommenheit, Vollständigkeit und Einheit zwölf goldene Sterne auf blauem Grund. Die Anzahl der Sterne ist nicht veränderlich und hat eine rein abstrakte Bedeutung. Ursprünglich war die Flagge im Jahr 1955 nur für den Europarat bestimmt. 1986 hat sich der Rat auf die Europäische Flagge geeinigt, die damit zum Emblem der Europäischen Union wurde.
- Der 12. Mann – häufige Bezeichnung für Fußballfans, welche die Spieler zum Sieg antreiben. Manche Fußballvereine vergeben die Nummer 12 als Dank an ihre Fans nicht für Spieler.

## Kultur, Literatur, Musik und Geistesleben
- In der abendländischen Musik ist traditionell der 12. Teil einer Oktave, der Halbton, das kleinste verwendete Intervall. Daraus resultiert, dass es in der europäischen klassischen Musik zwölf Töne und somit je zwölf Dur- und Molltonarten gibt. Angefangen mit Bachs Wohltemperiertem Klavier gibt es besonders für Klavierkompositionen eine Tradition der Zyklenbildung auf der Basis 12. Beispiele sind die beiden zwölfteiligen Etüden-Zyklen von Frédéric Chopin oder die Études und Préludes von Claude Debussy.
- Arnold Schönberg entwickelte (neben anderen) die Kompositionstechnik der Zwölftonmusik, die die zwölf Töne der Tonleiter nicht mehr auf einen Grundton, sondern nur aufeinander bezieht und auf der Basis einer Anordnung eben aller dieser zwölf Töne der Tonleiter beruht.
- 12 ist der Name eines Musikalbums von Herbert Grönemeyer. Das Album ist das zwölfte Studioalbum seiner Laufbahn und hat 12 Titel.
- Zwölf heißt das Debütwerk des New Yorker Schriftstellers Nick McDonell aus dem Jahr 2002, welches in mehr als 10 Sprachen übersetzt wurde. Es handelt von Jugendlichen aus der amerikanischen Upper Class. Zwölf ist dabei eine Szenedroge, die Kokain beinhaltet und ähnlich wirkt.
- 12 Punkte sind auch die höchste Punktzahl von zehn zu vergebenden Punkteblöcken die ein Land bei der Punktevergabe beim Eurovision Song Contest vergeben kann. Insgesamt vergibt jedes Teilnehmerland 58 Punkte an 10 andere Teilnehmerländer. Dieses Wahlsystem wird seit dem Eurovision Song Contest 1975 verwendet.

## Mythologie
- In der griechischen Mythologie ist die Zwölfzahl in dem zwölfköpfigen Götterkollegium der Titanen und der zwölf Olympischen Hauptgötter präsent. Dem Helden Herakles wurden zwölf Prüfungen auferlegt.
- Die nordische und die germanische Mythologie kennen ein zwölfköpfiges Götterkollegium: In Asgard, dem Heim der Asen befinden sich zwölf Paläste für die zwölf Götter.
- Die Tafelrunde des Artus hat nach neuzeitlichen Interpretationen zwölf Plätze. Tatsächlich war in der Sage die Zahl der teilnehmenden Ritter zuerst unbegrenzt, wenngleich in der Literatur auch Zahlen auf der Basis 12 wie 24 oder 240 genannt werden.
- Die Zwölf hat ihre Bedeutung in der chinesischen Zahlensymbolik.

## Religion

### Altes Testament
- Das Dodekapropheton, auch Zwölfprophetenbuch genannt, ist ein Buch des Alten Testaments der Bibel, zu dem die kürzeren Schriften der so genannten „zwölf kleinen Propheten“ zusammengefasst sind.
- Nach den Söhnen Jakobs wird das Volk Israel im Alten Testament in zwölf Stämme gegliedert.
- Zwölf Edelsteine sind auf dem Brustschild des Hohenpriesters.

### Neues Testament

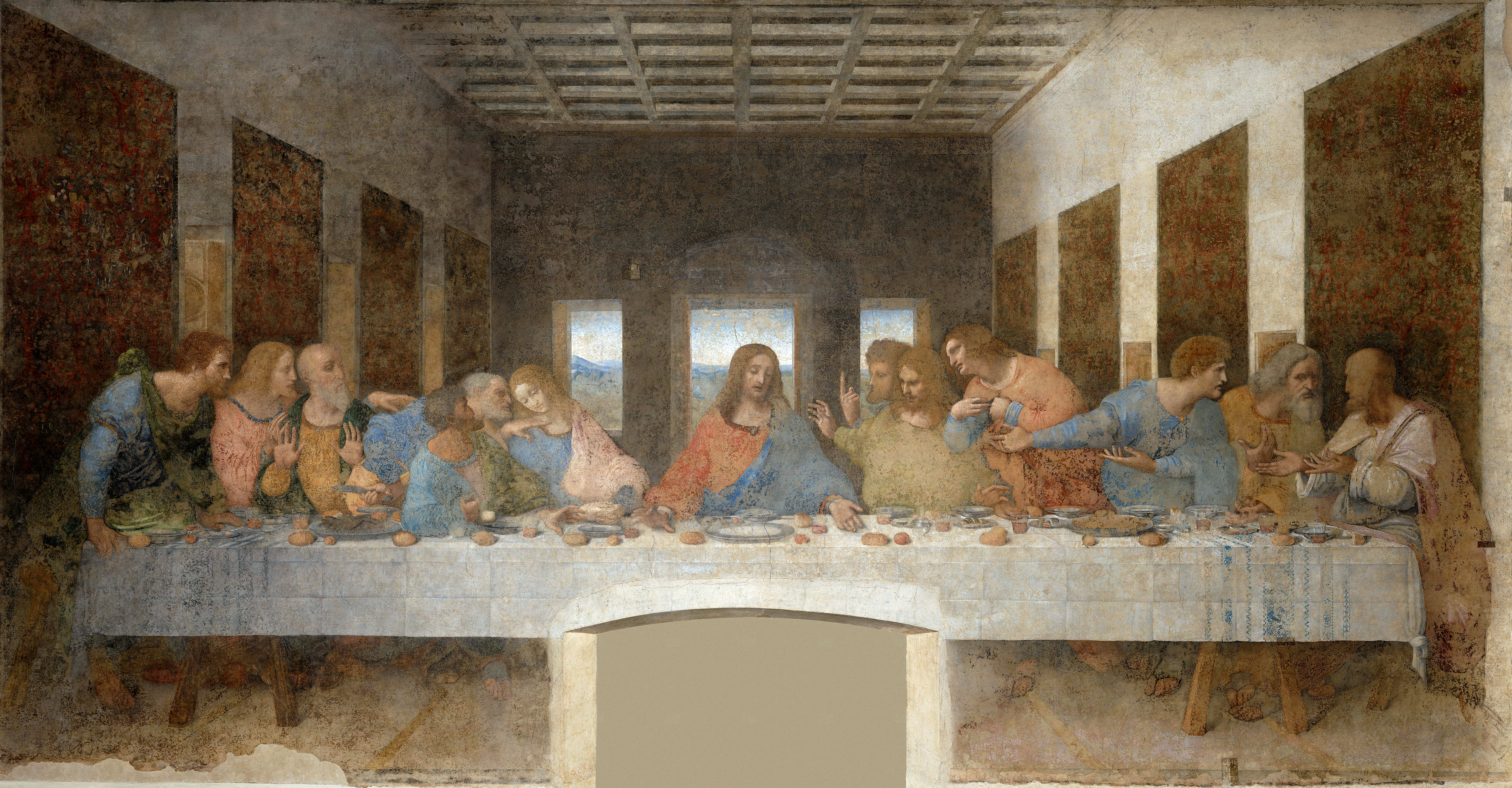
Leonardo da Vinci: Das Abendmahl

- Jesus versammelte nach dem Neuen Testament zwölf Jünger um sich, die er als Apostel einsetzte. Die zwölf Jünger werden symbolisch auch mit den zwölf Stämmen Israels in Verbindung gebracht. Paulus bezeichnete im Galaterbrief die Apostel als „Säulen“ (Gal 2,9 EU); Kirchengebäude werden daher manchmal symbolisch mit zwölf Säulen gebaut. In der Apokalypse (Offb 21,14 EU) findet sich ein weiterer Bezug auf diese Zahl, wo beschrieben wird, dass die Mauern des Neuen Jerusalems auf zwölf Grundsteinen mit den zwölf Namen der Apostel errichtet werden.
- Die himmlische Stadt Jerusalem (Offb. Joh. 21) hat 12 Tore, auf denen 12 Engel stehen. Die Maße der Stadt basieren alle auf der Zahl Zwölf.

### Christentum
- Das Christentum deutet die Zwölf (drei mal vier, neben der Sieben, also drei plus vier) als Heilige Zahl der Begegnung Gottes (Drei: Trinität = Dreieinigkeit) mit der Welt (Vier: vier Himmelsrichtungen, vier Jahreszeiten, vier Elemente, vier Körpersäfte).

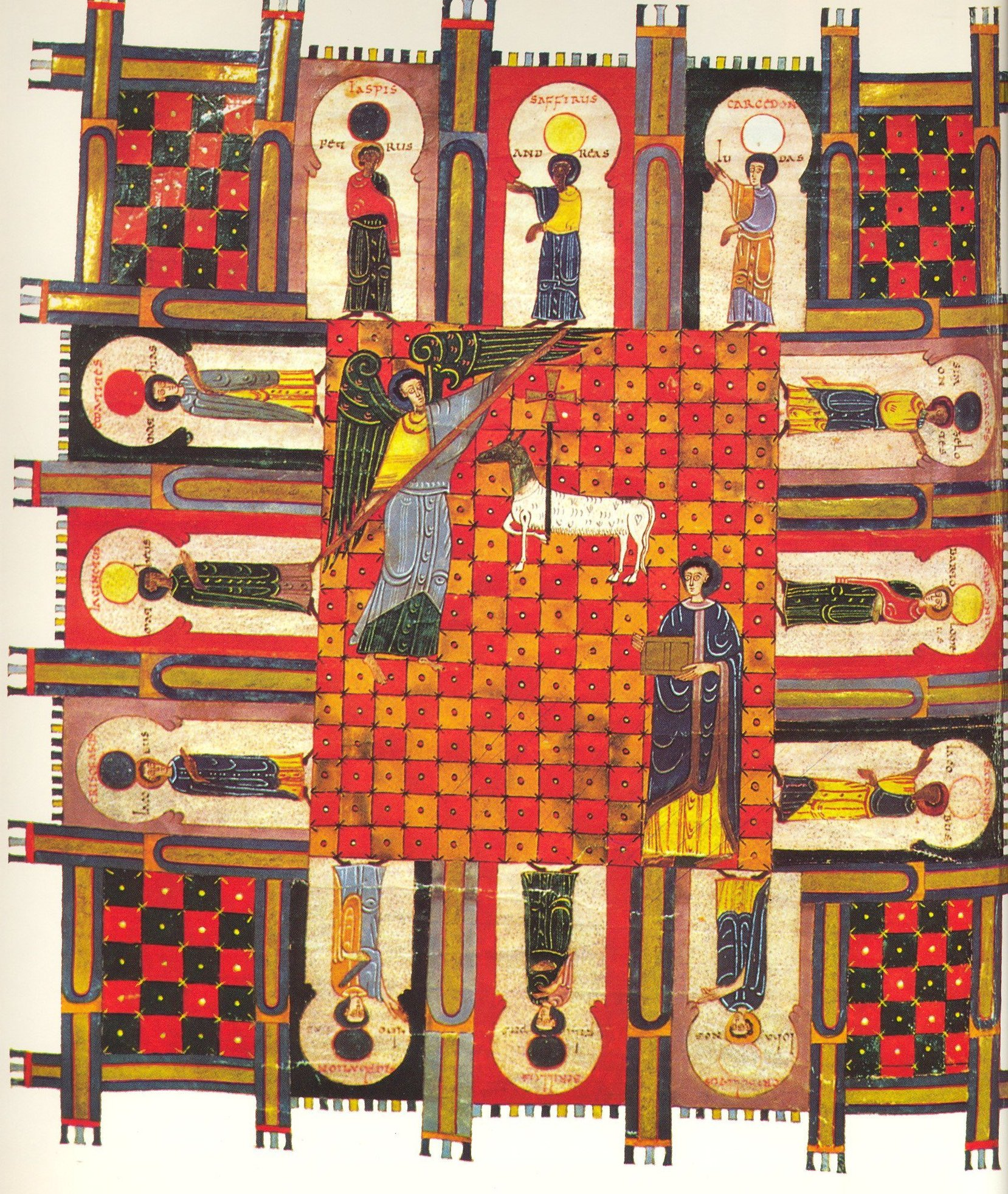
Das himmlische Jerusalem, aus: Beatus facundus, 1047

- Das christliche Weihnachtsfest dauert 12 Tage bzw. Nächte, Näheres hierzu siehe unter Rauhnacht.
- Die Orthodoxe Kirche kennt zwölf Hauptfeste, den sogenannten Dodekaórton.

### Mormonen
- Nach dem Vorbild der Jünger Jesu ist das Kollegium der Zwölf Apostel Teil der Hierarchie der Kirche Jesu Christi der Heiligen der Letzten Tage.

### Islam
- Die Zwölfer-Schiiten, die größte Gruppe der Schiiten im Islam, erkennen zwölf Imame als Nachfolger des Propheten Mohammed an. Der zwölfte, Muhammad al-Mahdī, der sogenannte verborgene Imam soll als Erlöser in die Welt zurückkehren. Daher ist er laut Verfassung das nominelle Staatsoberhaupt des Iran.

## Märchen und Volkssage
- Ein in Europa weit verbreitetes Märchen findet sich in der Sammlung der Brüder Grimm als Die zwölf Brüder. Weitere Titel aus Grimms Märchensammlung sind Die zwölf faulen Knechte und Die zwölf Jäger. Ferner haben Dornröschens Eltern nur 12 goldene Teller und können zu seiner Taufe somit nur 12 Feen einladen.
- Hans Christian Andersen beschreibt in Zwölf mit der Post, wie in der Neujahrsnacht die zwölf Monate des beginnenden Jahres in der Stadt einziehen.